# 冯旭东
冯旭东（1958年8月—），陕西华阴人，陕西师范大学副校长。
1983年7月，于陕西师范大学地理系毕业。2004年，获教育管理硕士学位。2011年8月至2014年，担任伊犁师范学院党委常委、副院长。2015年7月任陕西师范大学党委常委、副校长。